# کتابخانه ملی بوتان
کتابخانه ملی بوتان (به لاتین: National Library of Bhutan) یک کتابخانه ملی و دانشگاهی در بوتان است که در تیمفو واقع شده است.